# W 80 dni dookoła świata (serial telewizyjny)
W 80 dni dookoła świata (org. Around the World in 80 Days) – francusko-włosko-niemiecki serial przygodowy z 2021 roku. Serial liczy osiem odcinków. Zrealizowany został na podstawie powieści Juliusza Verne’a W osiemdziesiąt dni dookoła świata.

## Główne role
- David Tennant - Phileas Fogg
- Ibrahim Koma - Jean Passepartout
- Leonie Benesch - Abigail Fix Fortescue